# Carcelia angustipalpis
Carcelia angustipalpis är en tvåvingeart som beskrevs av Chao, Zhao och Liang 2002. Carcelia angustipalpis ingår i släktet Carcelia och familjen parasitflugor.
Artens utbredningsområde är Yunnan (Kina). Inga underarter finns listade i Catalogue of Life.